# Porphyrinia seminivea
Porphyrinia seminivea är en fjärilsart som beskrevs av George Francis Hampson 1896. Porphyrinia seminivea ingår i släktet Porphyrinia och familjen nattflyn. Inga underarter finns listade i Catalogue of Life.